# Кам (Албанија)
Кам (алб. Kam) је насељено место у општини Тропоја у округу Кукеш, Албанија. Према попису из 1989. године било је 236 становника.
Кам су једно од насеља племена Битићи.